# Misumenops armatus
Misumenops armatus es una especie de araña cangrejo del género Misumenops, familia Thomisidae. Fue descrita científicamente por Spassky en 1952.

## Distribución
Esta especie se encuentra en Azerbaiyán, Kazajistán y Tayikistán.